# Schöpfwerk Braak
Das Schöpfwerk Braak ist ein 1927 errichtetes Schöpfwerk in der niedersächsischen Samtgemeinde Land Hadeln, Gemeinde Oberndorf im Landkreis Cuxhaven. Aktuell (2024) wird es weiterhin genutzt.
Das Gebäude steht unter Denkmalschutz (siehe auch Liste der Baudenkmale in Oberndorf (Oste)).

## Geschichte und Beschreibung
Oberndorf wurde 1316 als Overdorpe erstmals urkundlich erwähnt. Die Abführung des Wassers in den Niederungen der Küstengebiete ist erforderlich, da das Gelände mit nur geringem Gefälle oft unter dem mittleren Tidehochwasser liegt. In den 1920er und 1930er Jahren baute der Landkreis mehrere Schöpfwerke (41 an der Oste), die das Wasser in die Haupt- oder Vorfluter der jeweils nächsten Höhenstufe pumpten. Die Bauten sind einheitlich. An der Oste und dem Oberndorfer Mühlenfleth befindet sich das Mündungsschöpfwerk mit Sielanlage. Über dem Querbauwerk führt die Straße Braak als Hauptstraße.
Das eingeschossige schlichte zeittypische Gebäude in Backstein mit südwestlichem Vorbau und pfannengedecktem Krüppelwalmdach stammt von 1927. Das Schöpfwerk mit Backsteinziersetzungen an den Fensterstürzen und als Eckquaderung wird elektrisch betrieben.
Das Landesdenkmalamt befand u. a.: „… Es reiht sich in seiner technischen Konzeption und expressionistischen Formensprache in die Gruppe der um 1930 errichteten Wasserregulierungsbauwerke in den Flussmarschen von Elbe, Oste und Este ein.“